# Piscicida
Un piscicida (del llatí: piscis "peix") és una substància química que resulta verinosa per als peixos. L'ús principal dels piscicides és eliminar una espècie dominant de peix en és una massa d'aigua com a primer pas per intentar poblar aquesta massa d'aigua amb peixos diferents. També s'utilitzen per a combatre paràsits i espècies invasores de peixos.
Exemples de piscicides inclouen la rotenona, les saponines, TFM (3-trifluorometil-4-nitrofenol), niclosamida, Bayluscida (un nom registrat de l'etanolamina sal de niclosamida) i Fintrol.

## Espècies de plantes amb acció piscicida
Històricament les tècniques de pesca dels pobles indígenes de tot el món sovint usaven plantes amb acció piscicida. Moltes d'aquestes plantes eren fonts naturals de rotenona i saponines.
Els gèneres de plantes Tephrosia, Wikstroemia i Barringtonia són exemples ben coneguts d'enverinadors de peixos.